# South Andaman
Nam Andaman (tiếng Anh: South Andaman district) là một trong 3 đơn vị hành chính cấp huyện của vùng lãnh thổ Quần đảo Andaman và Nicobar của Ấn Độ. Thị trấn Port Blair là thủ phủ của vùng, đồng thời cũng là thủ phủ của huyện. Diện tích của huyện xấp xỉ 2.980 km².

## Hành chính
Huyện được phân thành 3 tehsil (tương đương cấp xã) là Port Blair, Ferrargunj và Little Andaman.
| Dữ liệu khí hậu của Port Blair          | Dữ liệu khí hậu của Port Blair | Dữ liệu khí hậu của Port Blair | Dữ liệu khí hậu của Port Blair | Dữ liệu khí hậu của Port Blair | Dữ liệu khí hậu của Port Blair | Dữ liệu khí hậu của Port Blair | Dữ liệu khí hậu của Port Blair | Dữ liệu khí hậu của Port Blair | Dữ liệu khí hậu của Port Blair | Dữ liệu khí hậu của Port Blair | Dữ liệu khí hậu của Port Blair | Dữ liệu khí hậu của Port Blair | Dữ liệu khí hậu của Port Blair |
| Tháng                                   | 1                              | 2                              | 3                              | 4                              | 5                              | 6                              | 7                              | 8                              | 9                              | 10                             | 11                             | 12                             | Năm                            |
| --------------------------------------- | ------------------------------ | ------------------------------ | ------------------------------ | ------------------------------ | ------------------------------ | ------------------------------ | ------------------------------ | ------------------------------ | ------------------------------ | ------------------------------ | ------------------------------ | ------------------------------ | ------------------------------ |
| Trung bình ngày tối đa °C (°F)          | 29.4 (84.9)                    | 30.2 (86.4)                    | 31.5 (88.7)                    | 32.5 (90.5)                    | 31.1 (88.0)                    | 29.6 (85.3)                    | 29.2 (84.6)                    | 29.1 (84.4)                    | 29.1 (84.4)                    | 29.6 (85.3)                    | 29.7 (85.5)                    | 29.4 (84.9)                    | 30.0 (86.1)                    |
| Tối thiểu trung bình ngày °C (°F)       | 23.1 (73.6)                    | 22.5 (72.5)                    | 23.2 (73.8)                    | 24.7 (76.5)                    | 24.7 (76.5)                    | 24.4 (75.9)                    | 24.3 (75.7)                    | 24.2 (75.6)                    | 23.7 (74.7)                    | 23.7 (74.7)                    | 23.9 (75.0)                    | 23.6 (74.5)                    | 23.8 (74.9)                    |
| Lượng Giáng thủy trung bình mm (inches) | 46.4 (1.83)                    | 26.5 (1.04)                    | 29.3 (1.15)                    | 69.0 (2.72)                    | 360.4 (14.19)                  | 501.1 (19.73)                  | 423.7 (16.68)                  | 425.1 (16.74)                  | 463.0 (18.23)                  | 300.7 (11.84)                  | 235.0 (9.25)                   | 154.6 (6.09)                   | 3.034,8 (119.49)               |
| [ cần dẫn nguồn ]                       |                                |                                |                                |                                |                                |                                |                                |                                |                                |                                |                                |                                |                                |